# Saint-Louet-sur-Seulles
 Saint-Louet-sur-Seulles  es una población y comuna francesa, situada en la región de Baja Normandía, departamento de Calvados, en el distrito de Caen y cantón de Villers-Bocage (Calvados).

## Demografía
| 156 | 158 | 165 | 128 | 144 | 171 |
| Para los censos de 1962 a 1999 la población legal corresponde a la población sin duplicidades (Fuente: INSEE [Consultar]) |     |     |     |     |     |